# Меморіальний кубок 2010
92-й за ліком розіграш Меморіального кубка, котрий відбувся на майданчику команди ЗХЛ «Брендон Вит-Кінгс» Westman Place в період з 14 по 23 травня 2010 року.
Окрім господарів, учасниками турніру були: «Калгарі Хітмен» (переможець ЗХЛ), «Віндзор Спітфаєрс» (переможець ОХЛ) та «Монктон Вайлдкетс» (переможець ГЮХЛК).
Вдруге поспіль, що трапилося лише вп'яте в історії турніру, перемогу здобула команда «Віндзор Спітфаєрс».

## Груповий турнір
| Команда             | І | В | П | Голи  |
| ------------------- | - | - | - | ----- |
| «Віндзор Спітфаєрс» | 3 | 3 | 0 | 19-8  |
| «Калгарі Хітмен»    | 3 | 2 | 1 | 12-11 |
| «Брендон Вит-Кінгс» | 3 | 1 | 2 | 8-14  |
| «Монктон Вайлдкетс» | 3 | 0 | 3 | 7-13  |

| 14 травня           |     |                     |      |
| «Віндзор Спітфаєрс» | 9:3 | «Брендон Вит-Кінгс» | 5381 |
|                     |     |                     | 5381 |

| 15 травня        |     |                     |      |
| «Калгарі Хітмен» | 5:4 | «Монктон Вайлдкетс» | 5123 |
|                  |     |                     | 5123 |

| 16 травня           |     |                     |      |
| «Брендон Вит-Кінгс» | 4:0 | «Монктон Вайлдкетс» | 5215 |
|                     |     |                     | 5215 |

| 17 травня        |     |                     |      |
| «Калгарі Хітмен» | 2:6 | «Віндзор Спітфаєрс» | 5201 |
|                  |     |                     | 5201 |

| 18 травня           |          |                     |      |
| «Монктон Вайлдкетс» | 3:4 (От) | «Віндзор Спітфаєрс» | 5160 |
|                     |          |                     | 5160 |

| 19 травня           |     |                  |      |
| «Брендон Вит-Кінгс» | 1:5 | «Калгарі Хітмен» | 5280 |
|                     |     |                  | 5280 |

## Півфінал
| 21 травня           |          |                  |      |
| «Брендон Вит-Кінгс» | 5:4 (От) | «Калгарі Хітмен» | 5235 |
|                     |          |                  | 5235 |

## Фінал
| 23 травня | «Брендон Вит-Кінгс» | 1:9 (0:2, 1:4, 0:3) | «Віндзор Спітфаєрс» | «Westman Place», Брендон Глядачів: 5609 |

| Протокол            | Протокол                                | Протокол | Протокол | Протокол |
| ------------------- | --------------------------------------- | --- | -------- | -------- |
|                     | де Серрес                               | Голкіпери | Грубауер |          |
| Калверт (Б) - 28:16 | 0:1 0:2 0:3 1:3 1:4 1:5 1:6 1:7 1:8 1:9 | 06:34 - Енріке 19:27 - Веллвуд 24:34 - Холл (Б) 28:56 - Неміш 31:36 - Кантін 36:52 - Фаулер 45:42 - Кассьян 49:44 - Енріке 55:40 - Мітчелл |          |          |
| 10 хв.              | Вилучення                               | 14 хв. |          |          |
| 28 (8, 7, 13)       | Кидки                                   | 52 (16, 27, 9) |          |          |

## Бомбардири
| Гравець       | Команда             | І | Г | П | О | Штраф |
| ------------- | ------------------- | - | - | - | - | ----- |
| Тейлор Холл   | «Віндзор Спітфаєрс» | 4 | 5 | 4 | 9 | 2     |
| Адам Енріке   | «Віндзор Спітфаєрс» | 4 | 4 | 4 | 8 | 4     |
| Джиммі Бубнік | «Калгарі Хітмен»    | 4 | 3 | 5 | 8 | 0     |
| Тайлер Шеток  | «Калгарі Хітмен»    | 4 | 2 | 5 | 7 | 0     |
| Джастін Шаґґ  | «Віндзор Спітфаєрс» | 4 | 2 | 5 | 7 | 2     |
| Тоні Раяла    | «Брендон Вит-Кінгс» | 5 | 2 | 5 | 7 | 0     |

І = Ігри; Г = Голи; П = Результативні паси; О = Очки; Ш = штрафні хвилини
Джерело: www.leaguestat.com [Архівовано 6 березня 2016 у Wayback Machine.]

## Нагороди
- Стеффорд Смайт Трофі (MVP): Тейлор Холл, «Віндзор Спітфаєрс»
- Геп Еммс Трофі (голкіпер): Мартін Джонс, «Калгарі Хітмен»
- Джордж Парсонс Трофі (джентльмен): Тоні Раяла, «Брендон Вит-Кінгс»
- Ед Чіновет Трофі (бомбардир): Тейлор Холл, «Віндзор Спітфаєрс»

Команда усіх зірок
- Воротар: Мартін Джонс («Калгарі Хітмен»)
- Захисники: Тревіс Хамонік («Брендон Вит-Кінгс») — Кем Фаулер («Віндзор Спітфаєрс»)
- Нападники: Тейлор Холл («Віндзор Спітфаєрс») — Джиммі Бубнік («Калгарі Хітмен») — Метт Калверт («Брендон Вит-Кінгс»)